# Janardan Sharma
Pour les articles homonymes, voir Sharma.
Janardan Sharma, né le 25 avril 1963, est un homme politique népalais, membre du Parti communiste du Népal (maoïste) (ou PCN-M).

## Parcours politique
Le 10 avril 2008, lors de l'élection de l'Assemblée constituante, il est élu député dans la 2e circonscription du district de Rukum.
Le 31 août 2008, dans le cadre du programme minimal commun (en anglais : Common Minimum Programme ou CMP) de gouvernement entre les maoïstes, les marxistes-léninistes et le Forum, elle est nommée ministre de la Paix et de la Reconstruction dans le gouvernement dirigé par Pushpa Kamal Dahal (alias « Prachanda »), lors de la seconde série de nominations et reçoit ses pouvoirs du Premier ministre, en présence du président de la République, Ram Baran Yadav.
Il succède, dans ces fonctions, à Ram Chandra Poudel, membre du Congrès népalais, qui occupait le second rang protocolaire dans le cabinet intérimaire dirigé par Girija Prasad Koirala, alors que lui-même n'est cité qu'en 20e position.